# シンゲッティ
シンゲッティ (Chinguetti）（アラビア語：شنقيط, Shanqīṭ, シャンキート もしくは Shinqīṭ, シンキート。口語発音ではシャンギート、シンギート、シンギーティなどが聞かれる。) は、モーリタニア北部の、クサールと呼ばれる古い交易拠点の一つである。首都ヌアクショットから北西へ約450ｋｍのアドラール台地にあり、観光拠点は西方のアタールである。13世紀にサハラ交易ルート上の拠点として建造されたこの小さな町は、エキゾチックな風景や歴史ある手稿の宝庫に驚嘆する人々を惹きつけ続けてきた。しかし、近年は砂漠の侵食に深刻に脅かされており、高い砂丘が西部の境界を形成し、いくつかの家は打ち寄せる砂に呑みこまれた。
サハラの先住民たる旧市街に住む人々は、赤みがかった石と日干し煉瓦ででき、屋根にヤシの梁が渡されていた家で暮らしていた。そういった古い住居のドアにはアカシアが使われていたが、その木は随分昔にこの一帯から姿を消している。多くの家には中庭や農地があり、人々は狭い通りに沿って中央のモスクへ行く。
シンゲッティのモスクは、この町の有名な建築物の一つである。これはダチョウの卵の頂華をもつ四角いミナレットを頂く石造の古いモスクである。その他の有名な建造物には、旧フランス外人部隊駐屯地、背の高い給水塔などがあり、そして何よりも手稿の図書館が5つある。これらの図書館には中世後期のクルアーンや科学に関する重要な手稿が保管されている。

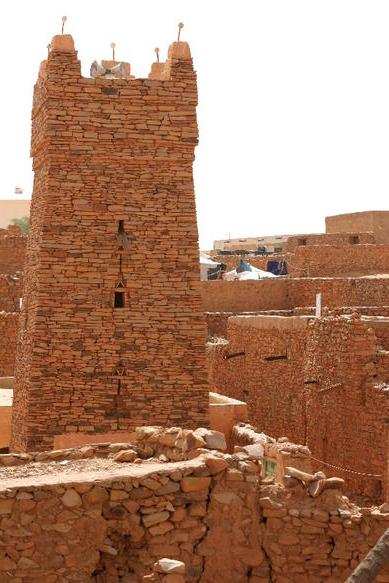

## 歴史
シンゲッティ地方には数千年前から人が住んでいた形跡がある。一帯の洞窟壁画には、キリン、ウシ、人々などが描かれており、現在のサハラの砂丘に占められた景観とは打って変わり、かつて一帯がサバンナだったことを窺わせる。
もともとの都市は777年に建造され、11世紀までサンハージャ（Sanhadja）として知られるベルベル人の連盟の交易の中心地となっていた。シンゲッティに居を定めると、サンハージャは、現在でいうセネガルからスペインまで領土を広げていたムラービトゥーンに干渉し、併合されたりした。
町の殺風景なまでに飾りのない建築物には、マグリブ西部にスンナ派のマーリク学派を広めたムラービトゥーンの宗教的な厳格さが良く顕れている。
没落の2世紀間を経て、町は13世紀に再建され、地中海とサハラ以南アフリカをむすぶサハラ交易の拠点として、クサールと呼ばれる独特の町並みが整えられた。町を囲んでいた本来の城壁は数百年のうちに失われてしまったが、再建当時の様子を伝える旧市街の大部分の建造物は残っている。

## 宗教的重要性
数百年のうちに、シンゲッティはメッカに向かう巡礼者たちが集まる集会場の様相を呈し、特にアラビア半島まで巡礼に赴けない人々にとっての聖都と化した。同時に、イスラーム神学や科学の研究の一大拠点となった。シンゲッティの学校では、神学に加え、論理学、法学、天文学、数学、医学なども講じていたのである。
こうした重要性ゆえに、アラブ社会では長い間、モーリタニアのことをシンゲッティ地方 (Bilad Shinqit) と呼んでいた。また、地元民からはイスラーム第七の聖地とまで呼ばれていたが、これは西アフリカ以外では認知されていなかった。
しかし、それでもシンゲッティの歴史的町並みは、イスラーム文化史にとっても西アフリカ史にとっても、非常に重要なものなのである。

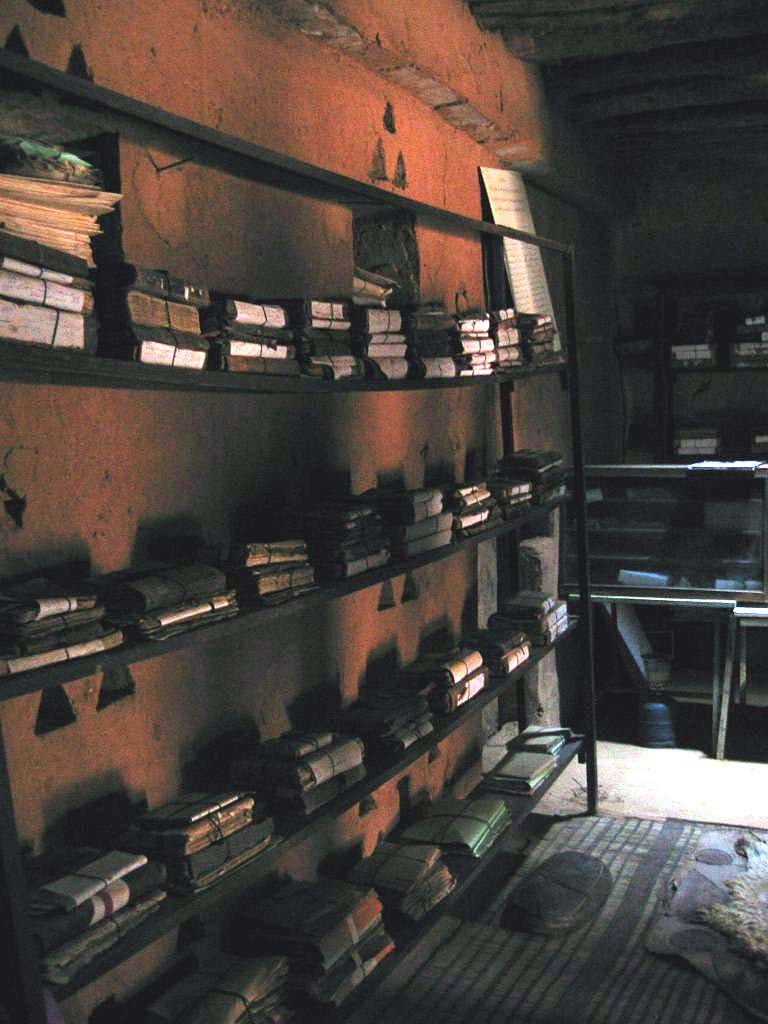
クルアーン図書館内部

また、多くが砂に埋もれてしまったけれども、町には西アフリカに比肩するもののない貴重な手稿を収めた図書館が存在している。サヴァン（知識人）街周辺は、かつてはイスラーム学者たちが集まり、イスラーム法の議論を交わしたことで有名だったのである。現在では砂にまみれた通りが、当時の面影を伝えている。

## 世界遺産
現在では、「ウアダン、シンゲッティ、ティシット、ウアラタの古いクスール」の一部として、ユネスコの世界遺産に登録されている。
シンゲッティのモスクは、モーリタニア人にとっては国の象徴となっている。近年に沖合いで発見された油田が「シンゲッティ油田」(Chinguetti oil field) と名付けられたのも、そうしたことと関係がある。

## 有名人
- Ahmad ibn Al-Amin Al-Shinqiti（1863年 - 1913年） - 近現代のモーリタニアで最も有名な作家。

## 姉妹都市
- アルムニェーカル、スペイン
- フェズ、モロッコ